# Main d'Anvers
Pour les articles homonymes, voir Main (homonymie).
La mains d'Anvers est une pâtisserie d'origine belge flamande. Ce produit régional de la ville d'Anvers est reconnu par l'Union européenne comme spécialité traditionnelle garantie.

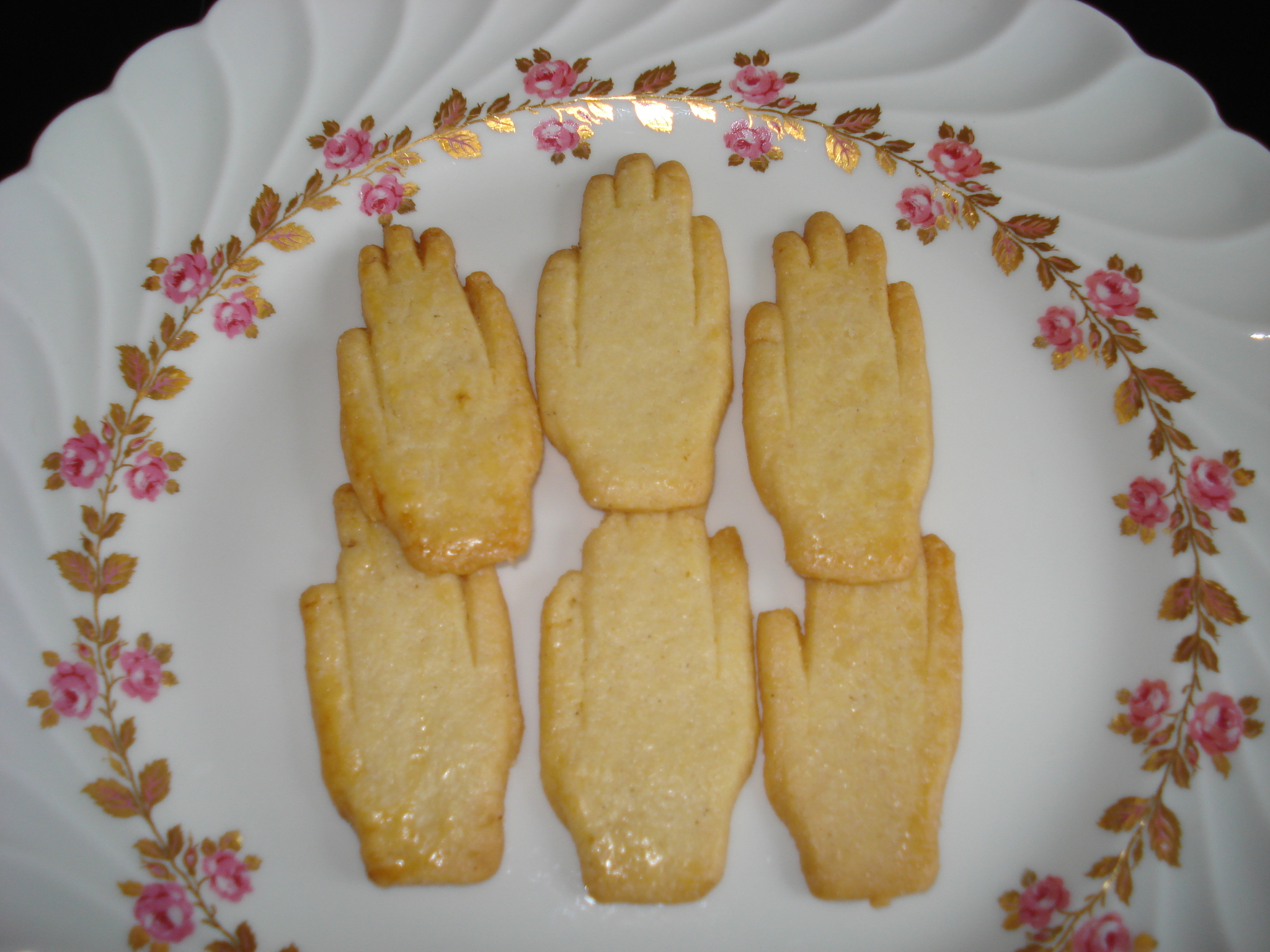
Mains d'Anvers.

## Description
C'est une sorte de biscuit découpé en forme de main. Cette main est une référence à la légende sur l'origine d'Anvers. En effet, la légende raconte que le géant Druon Antigoon demandait un important péage à tous les marins qui voulaient remonter le cours de l'Escaut et coupait les mains des personnes qui refusaient de payer avant de les jeter dans le fleuve[réf. nécessaire]. Il fut tué par Silvius Brabo qui lui coupa les mains et les jeta dans l'Escaut,.
D'autres affirment que ces mains font allusion aux mains coupées durant la période coloniale belge au Congo,,.
La pâtisserie fut inventée en 1934 par le confiseur Jos Hakker de la Société royale du maître pâtissier d'Anvers. La pâte se compose alors de beurre, sucre, œufs, farine et amandes. Une version avec du chocolat voit le jour dans les années 1970. Le produit est protégé par un brevet appartenant à la vzw Union syndicale du pain, pâtisserie et crème glacée.